# Pápua Új-Guinea címere
Pápua Új-Guinea címere egy paradicsommadár, amely karmaiban egy tradicionális, helyi lándzsát, a kundu-t és egy dobot tart. A madár tradicionálisan az ország jelképe. Pápua Új-Guinea (Uganda és Írország mellett) az egyike annak a három országnak a világon, amelynek címerében egy hangszer van.